# Eric White
Eric White, né le 30 décembre 1965, à San Francisco, en Californie, est un ancien joueur américain de basket-ball. Il évolue au poste d'ailier fort. 

## Palmarès
- CBA All-Rookie First Team 1988